# Cerkiew Zaśnięcia Matki Bożej w Czyżach (XIX w.–1984)
Cerkiew Zaśnięcia Matki Bożej – unicka, a następnie prawosławna parafialna cerkiew w Czyżach (powiat hajnowski województwa podlaskiego), wzniesiona w XIX w. na miejscu starszych świątyń, w 1984 całkowicie zniszczona przez pożar.
Obiekt posiadał szczególną wartość zabytkową z uwagi na zachowany w nim unikatowy kompleks barokowych malowideł ściennych i ikon z okresu unickiego (XVIII–XIX w.).

## Historia

### Pierwsze cerkwie w Czyżach
Prawosławna cerkiew w Czyżach istniała w XVI w., w kolejnym stuleciu przyjęła unię. Świątynia jeszcze jako prawosławna otrzymywała nadanie królewskie od Henryka Walezego (w 1571), a jako unicka – od Michała Korybuta Wiśniowieckiego (1670), Jana III Sobieskiego (1676) i Augusta II (1676). Druga cerkiew w Czyżach powstała na miejscu poprzedniej w XVII stuleciu i funkcjonowała przez dwa stulecia. Podlegała jurysdykcyjnie unickiej diecezji włodzimiersko-brzeskiej, a po 1797 – diecezji supraskiej, w której była jedną z osiemnastu świątyń w dekanacie bielskim. W 1809, po likwidacji diecezji supraskiej, znalazła się w diecezji brzeskiej.
W XVIII wieku opisano świątynię jako obiekt bogato wyposażony, wskazano również, że w budynku znajdował się dzwon ze starą inskrypcją. W cerkwi przechowywano znaczną liczbę ikon, z czego 45 było nowymi obrazami unickimi, a 24 – starszymi prawosławnymi („moskiewskimi”). Przed 1727 do obiektu wstawiono drewniany i złocony ołtarz główny wykonany według łacińskiej tradycji, w którym początkowo znajdowało się przedstawienie Koronacji Najświętszej Maryi Panny, a po 1804 – Trójcy Świętej. Przed 1759 do świątyni wstawiono nowy ikonostas.

### Cerkiew z XIX w.

#### Cerkiew unicka

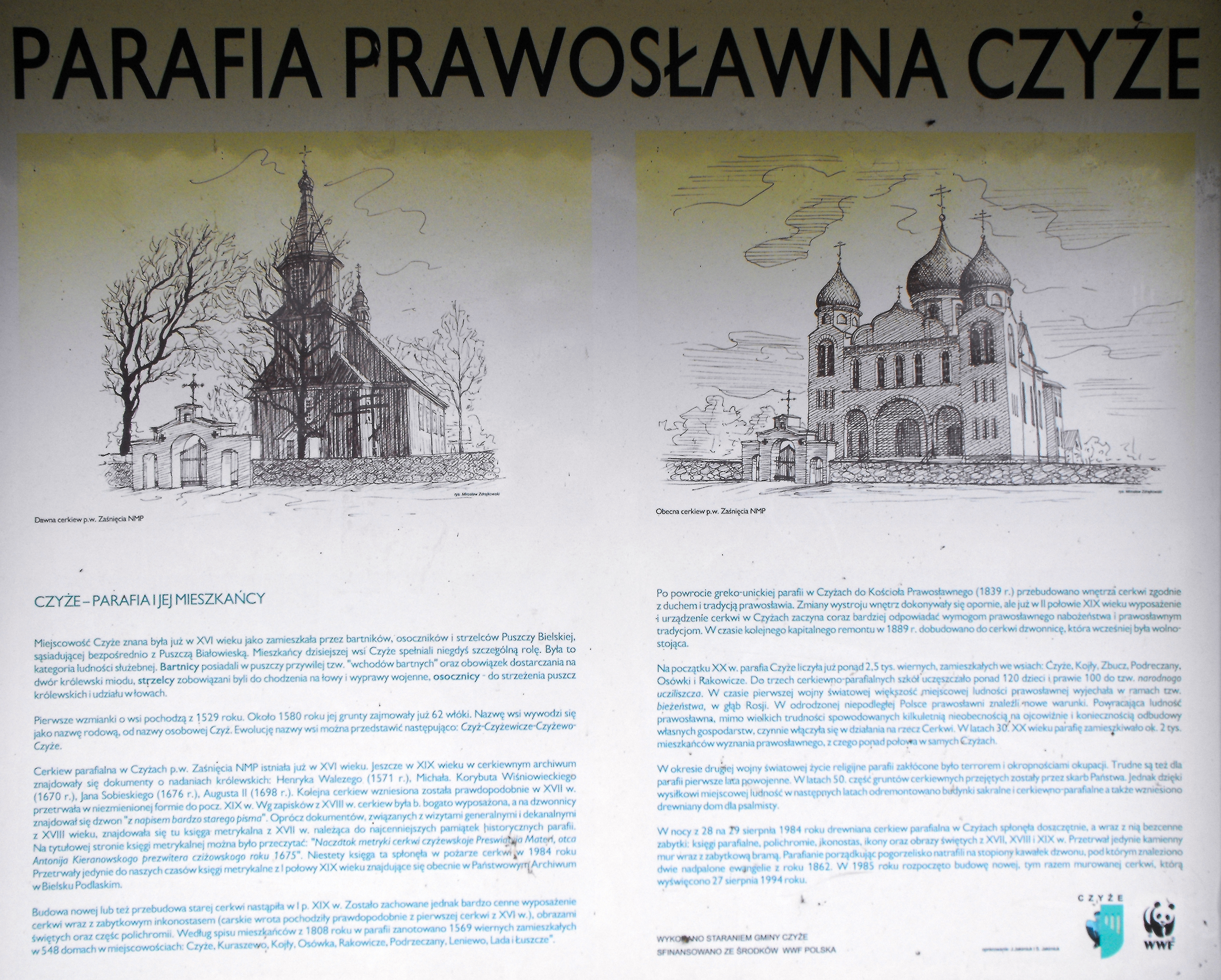
Widok XIX-wiecznej cerkwi w Czyżach na tablicy informacyjnej przy nowej świątyni (ilustracja po lewej)

Nową świątynię unicką w Czyżach zbudowano w I połowie XIX w. (być może była to tylko gruntowna przebudowa starszego obiektu sakralnego). Do nowej budowli przeniesiono wyposażenie starej, które po części prawdopodobnie pochodziło jeszcze z pierwszej cerkwi prawosławnej (carskie wrota mogły zostać wykonane w XVI w.), po części zaś powstało już w okresie unickim. W XIX w. połowa dawnych carskich wrót służyła jako podobrazie wizerunku św. Tomasza.
W 1808 do cerkwi uczęszczało 1569 osób. Od 1828 świątynia podlegała unickiej diecezji litewskiej. Do 1838 liczba parafian wzrosła do 2473 osób.
W latach 30. XIX w. na polecenie konsystorza diecezji litewskiej, kierowanego przez biskupa Józefa Siemaszkę, z cerkwi usunięto elementy wyposażenia pochodzenia łacińskiego, zastępując je typowymi utensyliami prawosławnymi. Przygotowywano w tej sposób konwersję całej placówki duszpasterskiej (podobnie jak pozostałych parafii unickich na Podlasiu) na prawosławie. W 1835 w budynku znajdował się zgodny z tradycją prawosławną ikonostas, stół ofiarny i ołtarz. Przy konstruowaniu nowego ikonostasu wykorzystano, zgodnie z osobistą sugestią Józefa Siemaszki, starsze ikony Ewangelistów, św. Michała Archanioła i św. Szczepana, do których dołączono nowe wizerunku Chrystusa i Matki Bożej oraz obraz Ostatniej Wieczerzy. Nowe ikony napisał Mojżesz Michnow. Prace przy ikonostasie były współfinansowane przez państwo rosyjskie, przekazano na ten cel dotację w wysokości 237 rubli 20 kopiejek.
W XVIII w. do cerkwi w Czyżach wstawiono organy. Zostały one zdemontowane w 1837. Również w okresie unickim w budynku pojawiła się ambona, której w okresie delatynizacji obrządku nie zdemontowano, uznając, że nie przeszkadzała w obszernej i przestronnej cerkwi.
Do 1836 do świątyni zakupiono typowe dla prawosławia naczynia liturgiczne. W 1837 parafia nabyła na własny koszt darochranitielnicę.
Proboszcz parafii czyżowskiej Faust (Faustyn) Goworski w czerwcu 1838 nie złożył deklaracji gotowości przejścia na prawosławie, której Józef Siemaszko wymagał od unickich kapłanów. Na konwersję zgodził się dopiero w listopadzie tegoż roku. Wcześniej, latem 1838, był jednym z duchownych najsilniej przeciwstawiających się przejściu na prawosławie (obok Antoniego Pańkowskiego z Nowoberezowa i Antoniego Sosnowskiego z Kleszczel). Pod jego wpływem przeciwko zmianom wystąpili również miejscowi wierni. W październiku 1838, w czasie wizyty wicedziekana bielskiego, grupa parafian zaczęła bić w dzwony cerkiewne, inni zaś głośno skarżyli się na wprowadzane w świątyni zmiany. Wierni zabrali klucze do obiektu i odmówili wydania ich duchownym. W związku z tym 19 listopada 1838 budynek został otwarty przez wyznaczonych żołnierzy; cztery dni później klucze podrzucono pod budynek cerkiewny, co miało pozwolić na zakończenie prowadzonego w tej sprawie śledztwa (sprawą zajmował się Korpus Żandarmów przy sztabie obwodu białostockiego) bez ustalania winnych. Nowy proboszcz czyżowskiej parafii Filip Szeszko (wcześniej jej wieloletni wikariusz) w 1839 zadeklarował zgodę na przyjęcie prawosławia. Doszło do tego w 1839, na mocy postanowień synodu połockiego, który zlikwidował Kościół unicki na Podlasiu, Litwie i Białorusi, przyłączając jego struktury do Rosyjskiego Kościoła Prawosławnego.

### Cerkiew prawosławna
W 1889 cerkiew w Czyżach gruntownie wyremontowano i rozbudowano o przylegającą do przedsionka dzwonnicę (do tej pory istniała dzwonnica wolno stojąca). Na początku XX wieku liczbę miejscowych wiernych szacowano na blisko 2 tys. osób. Niemal wszyscy parafianie udali się w 1915 na bieżeństwo. Świątynia została porzucona. Gdy w 1918 do Czyż wrócił prawosławny duchowny, ks. Leonid Naumow, stwierdził, że budynek miał uszkodzony dach i wymagał renowacji.
W niepodległej Polsce cerkiew w Czyżach zachowała status świątyni parafialnej. W 1924 była jedną z dziewięciu takich placówek w dekanacie bielskim. W latach 30. XX wieku liczbę wiernych uczęszczających do cerkwi oszacowano na 2 tys. osób.
Cerkiew razem z całym wyposażeniem została zniszczona przez pożar (powstały najpewniej wskutek podpalenia) w nocy z 28 na 29 sierpnia 1984. Z przedmiotów znajdujących się w świątyni przetrwał jedynie stopiony fragment dzwonu oraz dwa Ewangeliarze z 1862. Na miejscu spalonej budowli powstała murowana cerkiew pod tym samym wezwaniem.

## Architektura

### Wyposażenie cerkwi

#### Malowidła ścienne
Na stropie czyżowskiej cerkwi znajdowało się XIX-wieczne malowidło przedstawiające Adorację Trójcy Świętej wykonane przez anonimowego twórcę ludowego. Postacie Boga Ojca i Jezusa Chrystusa wspierały się na kuli ziemskiej, natomiast ponad nimi unosił się Duch Święty w postaci gołębicy. Całą grupę otaczały postacie aniołów, którym autor nadał się nadać cechy indywidualne. Na ścianie południowej widniało malowidło przedstawiające spotkanie Chrystusa i Samarytanki, na przeciwległej – wyobrażenie Panien Mądrych i Głupich oraz postać Chrystusa Dobrego Pasterza. Oprócz nich na ścianach cerkwi namalowano św. Onufrego, Jana Damasceńskiego i Marię Magdalenę. Trzy wizerunki świętych różniły się od pozostałych malowideł kolorystyką – delikatnymi tonami bieli i szarości; pozostałe obrazy namalowano nasyconymi odcieniami brązu, błękitu, czerwieni i zieleni. Najprawdopodobniej obydwa zespoły malowideł tworzyły różne osoby, mogły również powstawać w różnych okresach. Wszystkie malowidła zostały odkryte podczas remontu cerkwi w latach 60. XX wieku pod pięcioma warstwami zamalowań. Łącznie naścienne obrazy zajmowały powierzchnię 42 metrów kwadratowych.

#### Ikony
W cerkwi czyżowskiej znajdowały się ikony Trójcy Świętej (początek XIX w.), Wniebowstąpienia Pańskiego (XVIII w.), św. Józefa z Dzieciątkiem (XVIII/XIX w.). Pierwszy z wymienionych wizerunków został w 1889 przeniesiony do cerkwi cmentarnej w Czyżach, skąd w 1984 ukradli go nieznani sprawcy. Inne ikony powstałe między początkiem XVIII a początkiem XIX w. przedstawiały świętych Piotra, Pawła, Aarona i Tomasza. Ostatni z wizerunków był kilkakrotnie przemalowywany – najstarsza odkryta warstwa pochodziła z XVI w., najnowsza zaś z II połowy wieku XIX. Kolejny cykl sześciu XVIII-wiecznych obrazów przedstawiał sceny Męki Pańskiej: Modlitwę w Ogrójcu, Biczowanie, Koronowanie Cierniem, Upadek pod Krzyżem, Ukrzyżowanie i Złożenie do Grobu. Ikony były pogrupowane po trzy i wspólnie oprawione w drewniane ramy, zdobione motywem liści akantu. Również te dzieła sztuki sakralnej wykonał twórca ludowy, o czym świadczyły sposób ukazania postaci (proporcje, próba oddania ruchu, uproszczony modelunek) i kompozycja.
W cerkwi do momentu jej zniszczenia przechowywane były akta wizytacji biskupich i dekanalnych dokonywanych w XVII w. oraz księga metrykalna, której prowadzenie rozpoczęto w 1675. Młodsze księgi, z pierwszej połowy wieku XIX, przetrwały w zbiorach Archiwum Państwowego w Bielsku Podlaskim.